# Origanum humile
Origanum humile là một loài thực vật có hoa trong họ Hoa môi. Loài này được Poir. mô tả khoa học đầu tiên.